# Myndus texensis
Myndus texensis är en insektsart som beskrevs av Kramer 1979. Myndus texensis ingår i släktet Myndus och familjen kilstritar. Inga underarter finns listade i Catalogue of Life.